# Mare Tranquillitatis

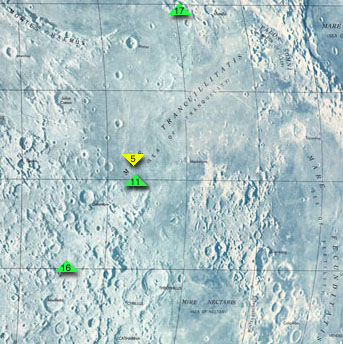
Månkarta med Mare Tranquillitatis och Apollo 11:s, Apollo 17:s, Apollo 16:s med Surveyor 5:s landningsplatser utmärkta. I sydost syns Mare Fecunditatis, i nordost Mare Crisium, i nordväst Mare Serenitatis och i syd Mare Nectaris.

Mare Tranquillitatis, Stillhetens hav, är den plats där den första månexpeditionen, Apollo 11, landade. Det heter Stillhetens hav för att man förr i tiden trodde att de mörka fläckarna på månen var just hav. Månhavet är ungefärligen cirkelformat med en diameter av 800 kilometer och en ålder av 4,5 miljarder år och därmed ett av de äldsta månhaven.

## Geologi
Materialet i Mare Tranquillitatis bäcken består av basalt som formades under Yngre Imbrian. Den omgivande kransen av berg bedöms vara från Äldre Imbrian, men själva bäckenet är troligen ända från För-Nectarian. Bäckenet har oregelbundna kanter. Den oregelbundna topografin beror på att Stillhetens hav och Mare Nectaris, Mare Crisium, Mare Fecunditatis och Mare Serenitatis korsas av det allra största av månhaven, Oceanus Procellarum, "Stormarnas ocean". Palus Somni, "Sömnens träsk", som ligger vid Oceanus Procellarums nordöstra kant är fylld av basalt från Mare Tranquillitatis.
Mare Tranquillitatis har en svag blåtoning i förhållande till månens yta i övrigt och märks väl när färger processas på månfoton. Blåtoningen beror förmodligen på en högre metallhalt i marken.
Till skillnad från många andra månhav finns den ingen masskoncentration (mascon) i centrum av Mare Tranquillitatis. Masskoncentrationerna upptäcktes i centrum av månhav, som till exempel Mare Serenitatis eller Mare Imbrium, via den Dopplerspårning som gjordes med de fem sonderna i Lunar Orbiter-programmet 1968.

## Månlandningar

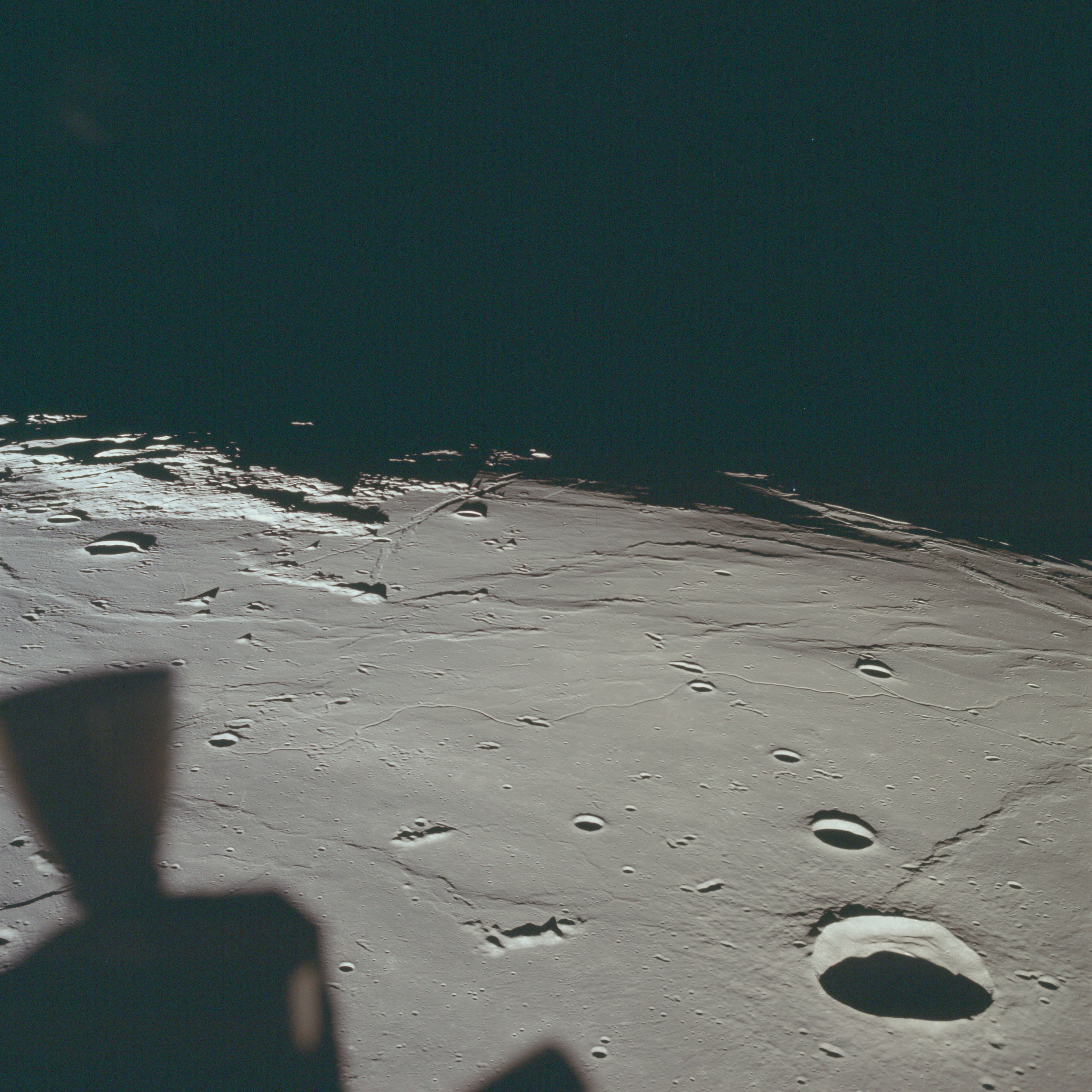
En vy mot väster från Apollo 11 som landade i månhavets centrum, med Maskelyne-kratern I förgrunden till höger.

20 februari 1965 kraschlandades Ranger 8  i Mare Tranquillitatis vid månkoordinaterna 2° 38′ 15,72″ N 24° 47′ 17,16″ O efter att ha skickat 7 137 närbilder under de sista 23 minuterna av dess uppdrag.
Surveyor 5 landade i Mare Tranquillitatis den 11 september 1967 efter att ha skickat 19 118 bilder till Jorden. Farkosten var den femte månlandaren i det obemannade Surveyorprogrammet.

Mare Tranquillitatis var också platsen för den första bemannade månlandningen, den 20 juli 1969. Det var astronauterna Neil Armstrong och Buzz Aldrin som mjuklandade Apollo 11s månlandare Eagle med orden: 
| ” | Houston, Tranquility Base here. The Eagle has landed. | „ |

 Landningen skedde vid månkoordinaterna 0,8° N 23,5° O som uppkallades till Tranquility Base, Statio Tranquillitatis. Tre mindre kratrar uppkallades senare efter astronauterna norr om basen, Aldrin, Collins och Armstrong i åminnelse av Apollo 11-uppdragets besättningsmedlemmar.

## Namngivning
Mare Tranquillitatis fick sitt namn 1651 av de italienska astronomerna Francesco Grimaldi och Giovanni Battista Riccioli i deras månkarta Almagestum novum.

## Bildgalleri

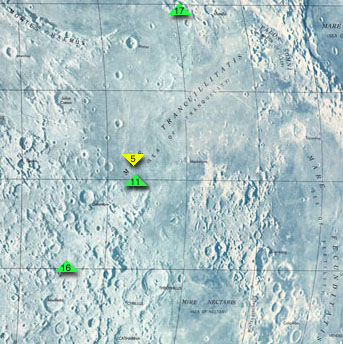
Karta över månhavet som visar landningsplatserna för Apollo 11, Apollo 16, Apollo 17 och Surveyor 5. I sydöst Mare Fecunditatis, i nordost Mare Crisium, i nordväst Mare Serenitatis och i söder Mare Nectaris.
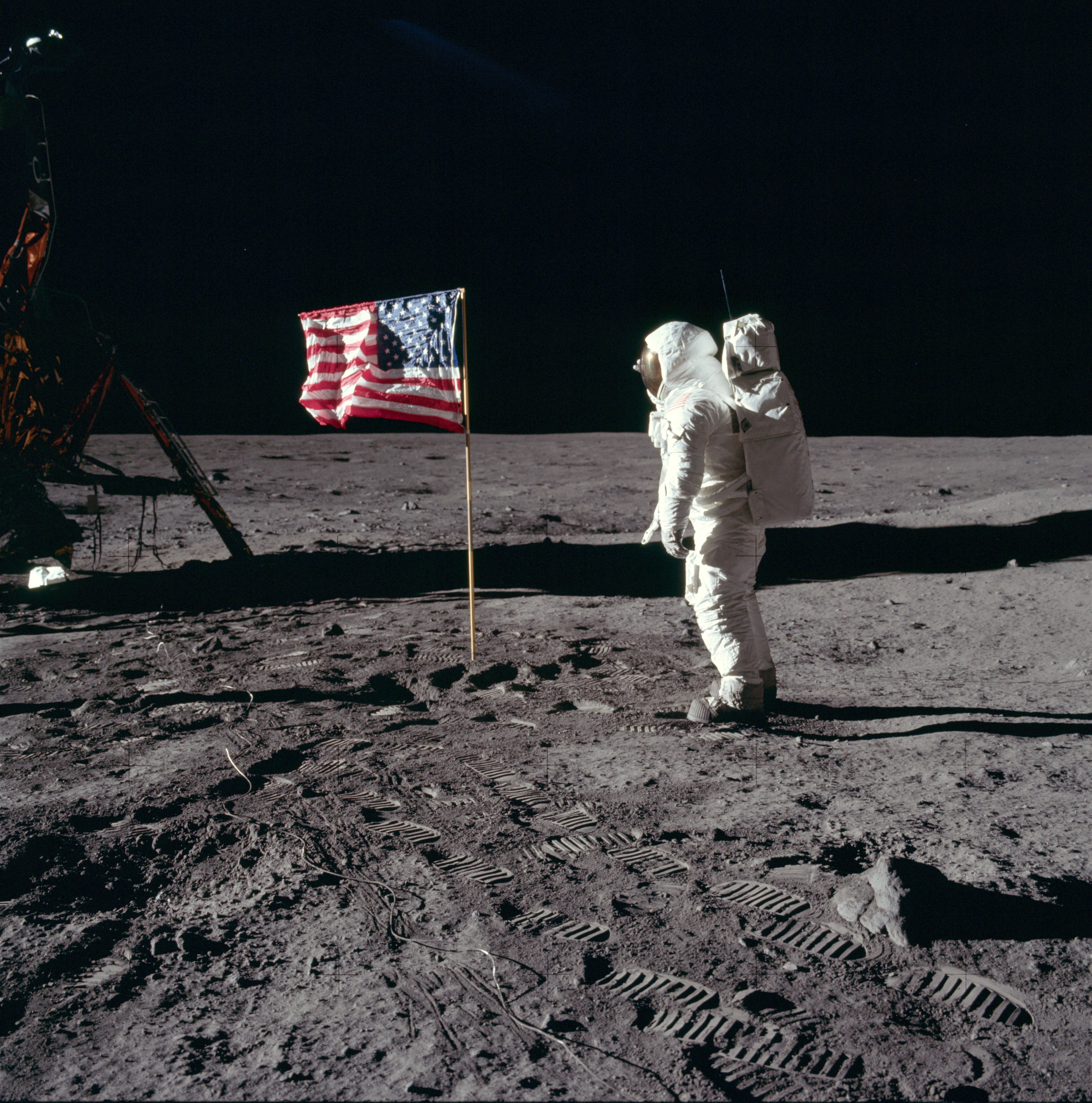
Buzz Aldrin hälsar USA:s flagga vid Mare Tranquillitatis under Apollo 11s uppdrag 1969.
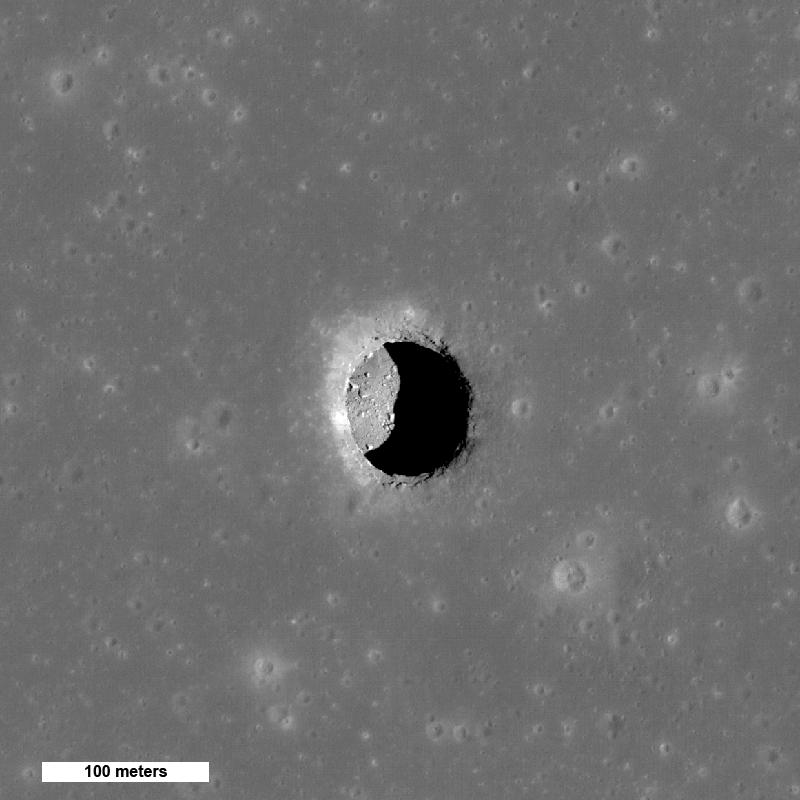
En vy uppifrån av Mare Tranquillitatis där soluppgången visar en månkrater med klippblock på en annars slät månyta. Bilden visar ett område på 400 meters bredd med norr uppåt på bilden.